# 行星定義

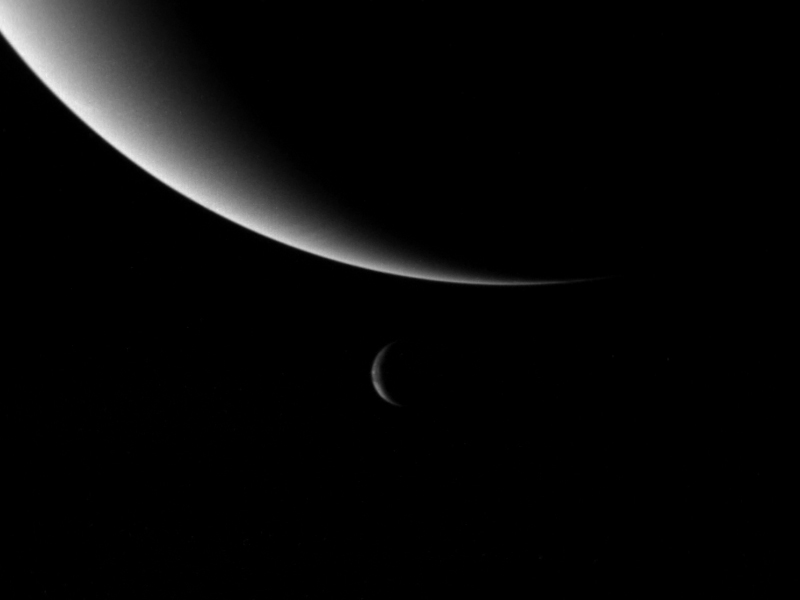
1989年航海家2號飛越時拍攝的眉月形海王星（頂端）和它的衛星崔頓（中間）。

行星定義直到2006年8月24日才有了一個比較明確且可以被接受的文字敘述。在這之前，尽管行星一詞已經被使用了數千年，但令人驚訝的是，科學界始終沒有給過行星明確的定義。進入21世紀後，行星的認定成為一個備受爭議的主題，這才迫使天文學界不得不為行星做出定義。
數千年來，「行星」一詞只被用在太陽系內。當時天文學家尚未在太陽系以外發現任何行星。但從1992年起，人類陸續發現了許多比海王星更遙遠的小天體，而且其中也不乏與冥王星大小相當者，這使得有資格成為行星的天體由原有的9顆增加至數打之多。1995年，科學家发现了第一个太阳系外行星飛馬座51b。之後，陸續發現的太阳系外行星已經有數百顆之多。這些新發現不僅增加了潛在行星的數量，且由於這些行星具有迥異的性質──有些大小足以成為恒星，有些又比我們的月球還小──使得長久以來模糊不清的行星概念，越来越有明確定義的必要性。
2005年，一顆外海王星天體，阋神星（當時編號為2003 UB313）的發現，使得對行星做明確定義的必要性升至頂點，因為它的質量比冥王星（在當時是已被定義為行星的天體中最小者）還要大。國際天文學聯合會（IAU），由各國的天文學家組成負責為天體命名與分類的組織，在2006年對此問題做出了回應，發佈了行星的定義。依據這最新的定義，行星是環繞太陽（恆星）運行的天體，它們有足夠大的質量使自身因為重力而成為圓球體，並且能清除鄰近的小天體。未能清除軌道內小天體的則被納入一個新創的分類，稱做矮行星。除了以上兩類，其他圍繞太陽運行的天體則被稱為「太陽系小天體」。
按照以上定義，太陽系有八個行星：水星、金星、地球、火星、木星、土星、天王星和海王星，而冥王星被排除在外。至2007年7月為止，已獲承認的矮行星則有冥王星、穀神星和鬩神星，2008年7月才增加了第四顆鳥神星，又於同年9月增加了第五顆妊神星。但國際天文學聯合會的這項決議並無法弭平所有爭議，部分天文學家拒絕承認此一決議。

## 歷史

### 古代的行星定义：星座间穿行

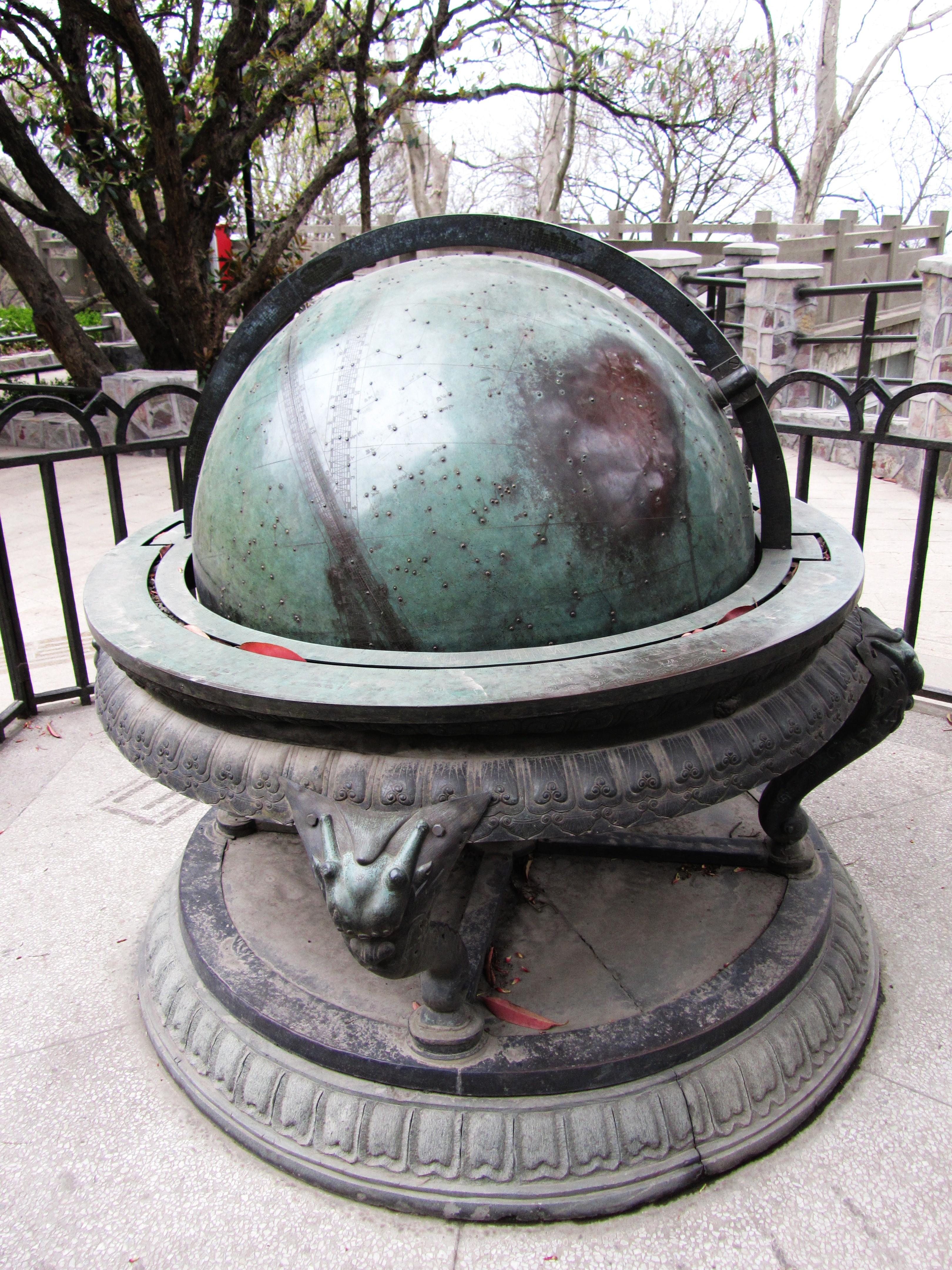
公元前4世纪周朝时的石申、甘德最早制作浑天仪。图为清代浑天仪，1903年制作，沿袭了中国古代的星名和星座划分，并在黄道二十八宿上标明七曜的运行轨迹。

對行星的認識可以追溯至歷史的早期，並且是多數文明的共識。行星这两个汉字十分清晰地表明了行星的最主要的特征：在二十八宿（中国文化中的黄道星座）中穿行，与之相对的恒星一词，则是固定在二十八宿和三垣中恒定不动的。中国古代的行星包括七颗，分别是太阳和太阴（月球），以及金木水火土五行星，因此早期的行星也被称为七曜，曜表明它们的另一个特点——极为明亮，全天成千上万颗星体中，七颗行星亮度排行分别为第1,2,3,4,5,6,9。七曜和五行（金木水火土五颗行星）两种行星说法中，五行的记载更久远，根据西汉《史记、历书》记载“黄帝考定星历，建立五行，起消息（通过观天象，修正历法，订出正月起始）”。据此，中国的五行星如果由黄帝建立，将远早于古希腊。
行星這個名詞的西方名称可以追溯到古希臘。大多數希臘人相信地球是靜止不動的，而按照地心說地球位在宇宙的中心，而天空本身是圍繞著地球在運轉（一個例外是西蒙的阿里斯塔克斯，它最早提出了地動說的版本。）。希臘天文學家使用asteres planetai（ἀστέρες πλανῆται）、"漫遊之星" ，來描述那些年復一年在恆星之間徘迴的行星，以asteres aplaneis（ἀστέρες ἀπλανεῖς）對比於只是靜靜固定不動的恆星（fixed stars）。目前所謂的行星，有五顆是希臘人已經用肉眼看見的天體（以视星等排序）：金星、木星、水星、火星和土星。

#### 五颗行星和七颗行星的争议
与中国的五行与七曜并立相似，西方也存在七颗行星和五颗行星的争议。希臘-羅馬的宇宙觀認為天上有七顆行星，將太陽和月球也算在其中（以現代占星學為例）；然而，關於這一點還有模糊不清之處，很多古代的天文學家會將太陽和月球與五顆星狀的行星區分開。19世紀的德國博物學家亞歷山大·馮·洪堡在他的著作《宇宙》就點出了這個觀點：
在宇宙中有七顆天體，通過不斷地改變與眾星的相對位置和彼此間的距離，自遠古以來就被與恆星區隔開來，不在遙遠天空不動的同心球體上。對所有在同心球體上保持不變的位置與距離的恆星展現其感性，其中的五顆－水星、金星、火星、木星和土星，有著恆星的外觀，"五顆徘迴的星體"－太陽和月球則呈現著盤狀和大小，它們對人類很重要，並且在神話系統中被和佔有不同的地位。

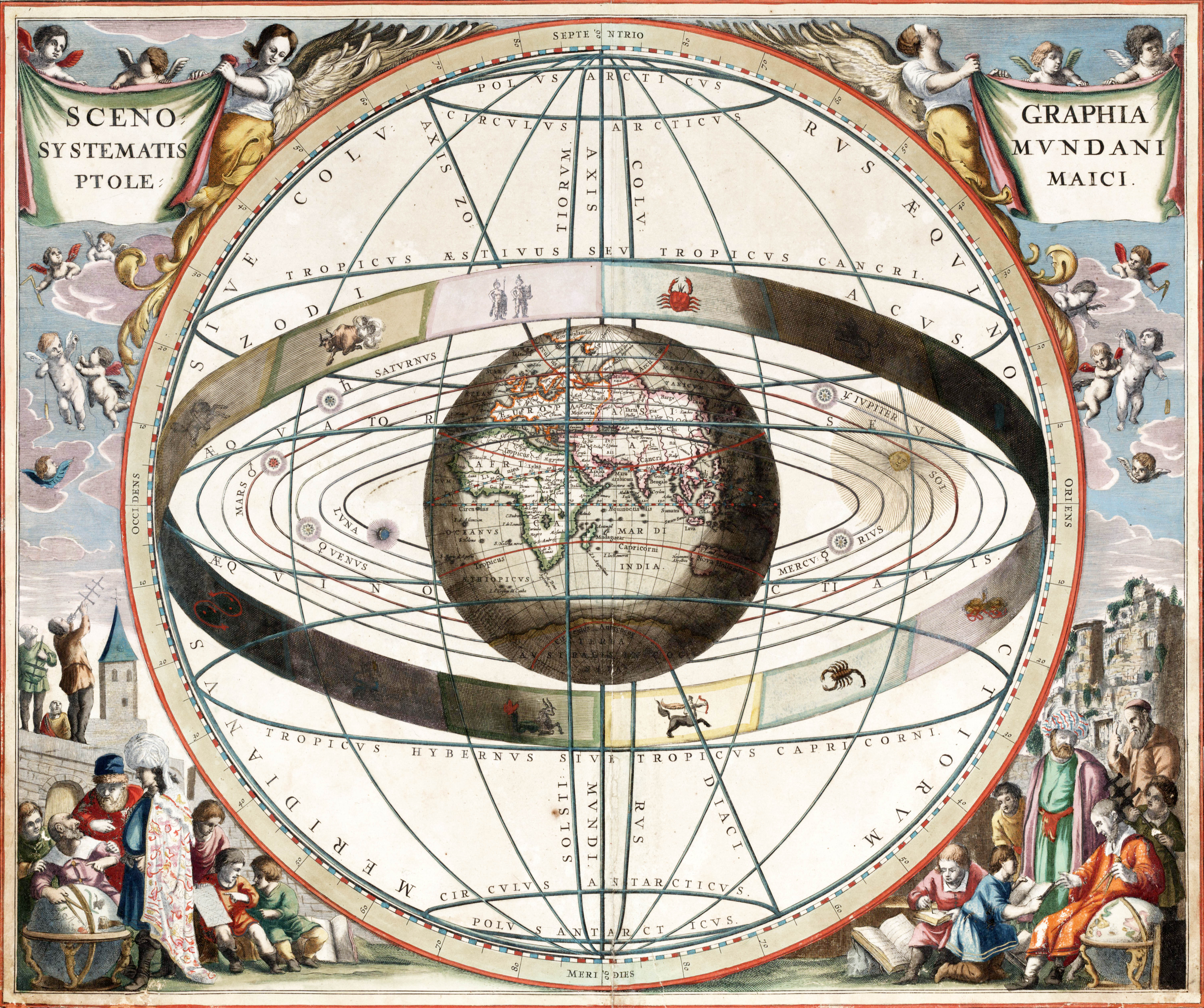
在日心說被接受之前對行星的認知。

在提麥歐斯，大約是柏拉圖在西元前360年所寫的，提到：太陽、月球和其他五顆天體被稱為行星。他的學生亞里斯多德在他的在天上這本書中也做了相同的論述：太陽和月球的運動相較於一些行星是更少數的。哲學家歐多克麥斯大約在西元前350年有關天文的一套詩篇著作Phaenomena，提到詩人阿拉托斯描述：這五顆不同的球，它們混入星座之中，在黃道十二宮的每一側像車輪般的到處遊蕩著。
在天文學大成，托勒密在西元二世紀的著作就提出：太陽、月球和五顆行星。許癸努斯明確提到：希臘人稱為"Planeta"的，就是所謂的"漫遊之星"。馬庫斯·曼尼里烏斯，一位奧古斯都時代的拉丁作家，在他的詩Astronomica，被認為是現代占星學所本之著作說：現在第十層天分五個部分，它們在天上來來往往與照耀著，許多人都稱它們是"漫遊者"。
唯一發現提到七顆行星的是西塞羅在西元前53年左右寫的大西庇阿的夢想中歌頌：七個這樣的球含著行星，每個球中有一顆行星，它們都在天上運動著。在西元77年的自然史中提到：老普林尼指那七顆有著自己會的運動的我們稱之為行星，沒有其他的星星像它們那樣的遊盪。第5世紀的希臘詩人農諾斯，在他的史詩《戴歐尼修斯譚》提到：我有歷史上的七片神諭，神諭中有七顆行星的名字。

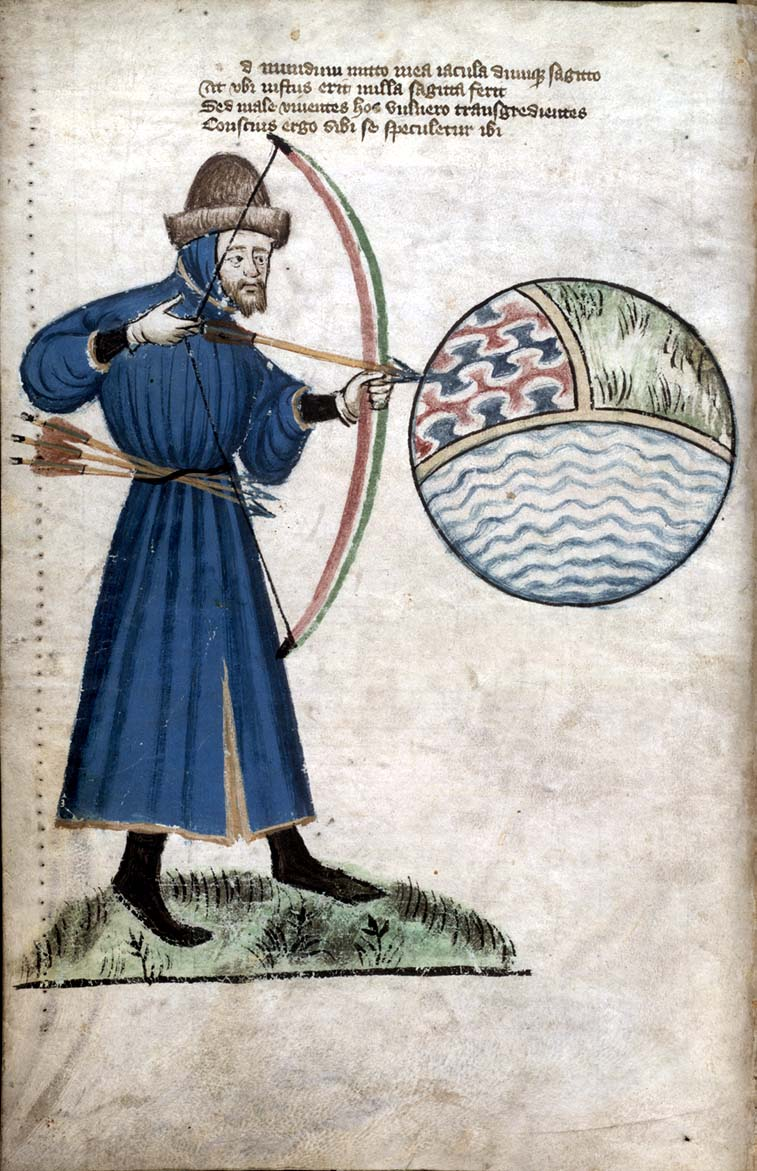
約翰·高爾

中世紀和文藝復興時期的作家普遍接受七顆行星的想法。標準的中世紀天文學介紹，賽科諾伯斯克（Sacrobosco）的De Sphaera，將太陽和月球都視為行星；更先進的天體理論提出了"七顆行星理論"，雖然阿方索星表（Alfonsine Tables）說明如何去發現太陽、月球和其他行星的平均位置（motuses？）。在14世紀的詩人約翰··高爾在Confessio Amantis中的行星，技巧的連結到煉金術，他寫道："Of the planetes ben begonne/The gold is tilted to the Sonne/The Mone of Selver hath his part..."，表明太陽和月球是行星。即使拒絕地心說模型的尼古拉斯·哥白尼，對於太陽和月球是否是行星，其說法也是矛盾的。在他的天體運行論，哥白尼明確的區分了太陽、月球和行星，但是，在他給教皇保羅三世的題辭中卻是"太陽、月球的運動……和其他五顆行星"。

### 地球

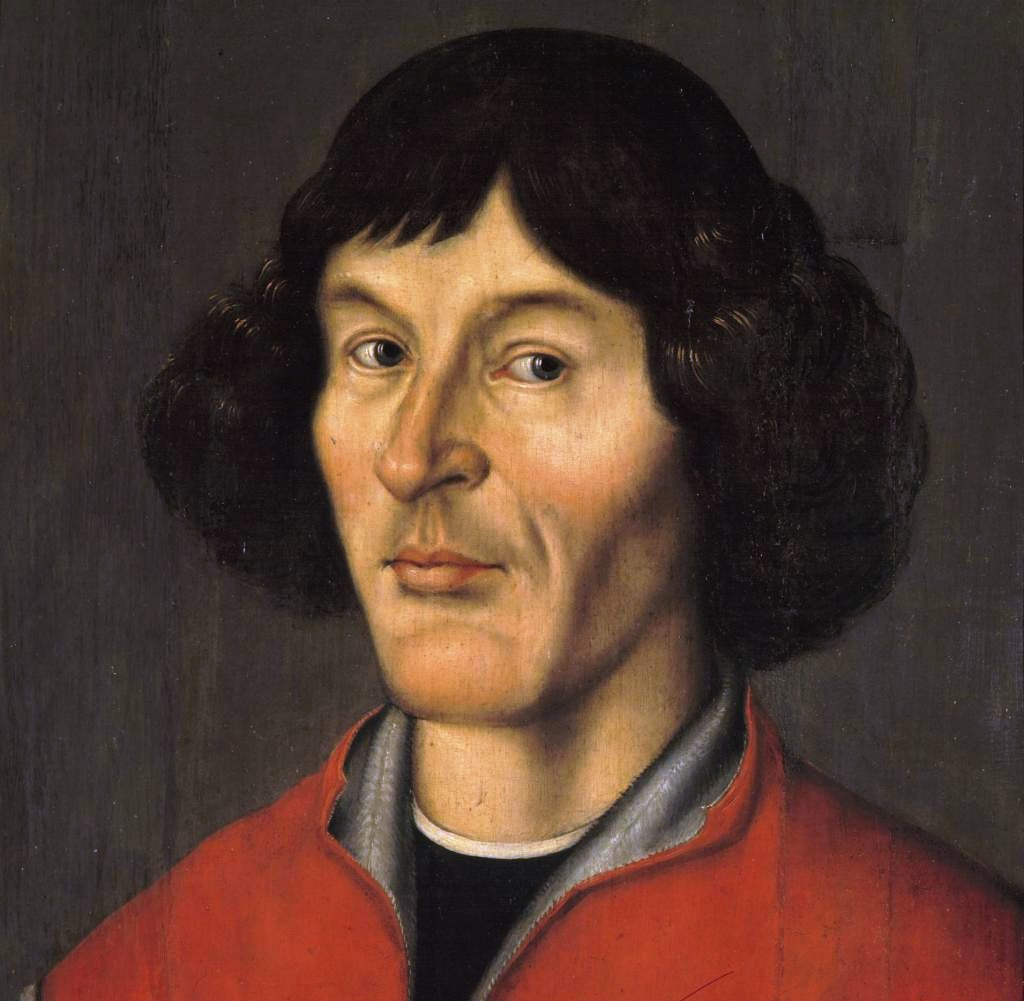
哥白尼。

最終，當哥白尼的日心說模型被接受而取代地心說，地球被與行星放在一起，而月球和太陽被重新歸類，人們對行星的觀念必須有所改革。作為科學史學家的湯姆士·庫恩在他的書《科學結構的革命》中指出：
哥白尼否定了太陽是傳統行星的標題……正在改變行星的意義，所以它將繼續使世界上所有的天體做有用的區別……所有的天體正被以不同的方式從它們以前都見過的方式……看著月球，轉換成哥白尼……說：我曾經看待月球是一顆行星，但是我錯了。'
哥白尼在“天體運行論不當的”說地球是一顆行星，是一種運動上假設的議題。我們在後面的章節中看見地球，在長期和認真的研究下，我終於發現了其它行星的運動和地球的軌道……”伽利略也在關於兩大世界體系的對話中也聲明地球是一顆行星：地球，不小於月球或任何其它的行星，他是以圓形運動的自然天體中的成員之一。

### 現代的行星

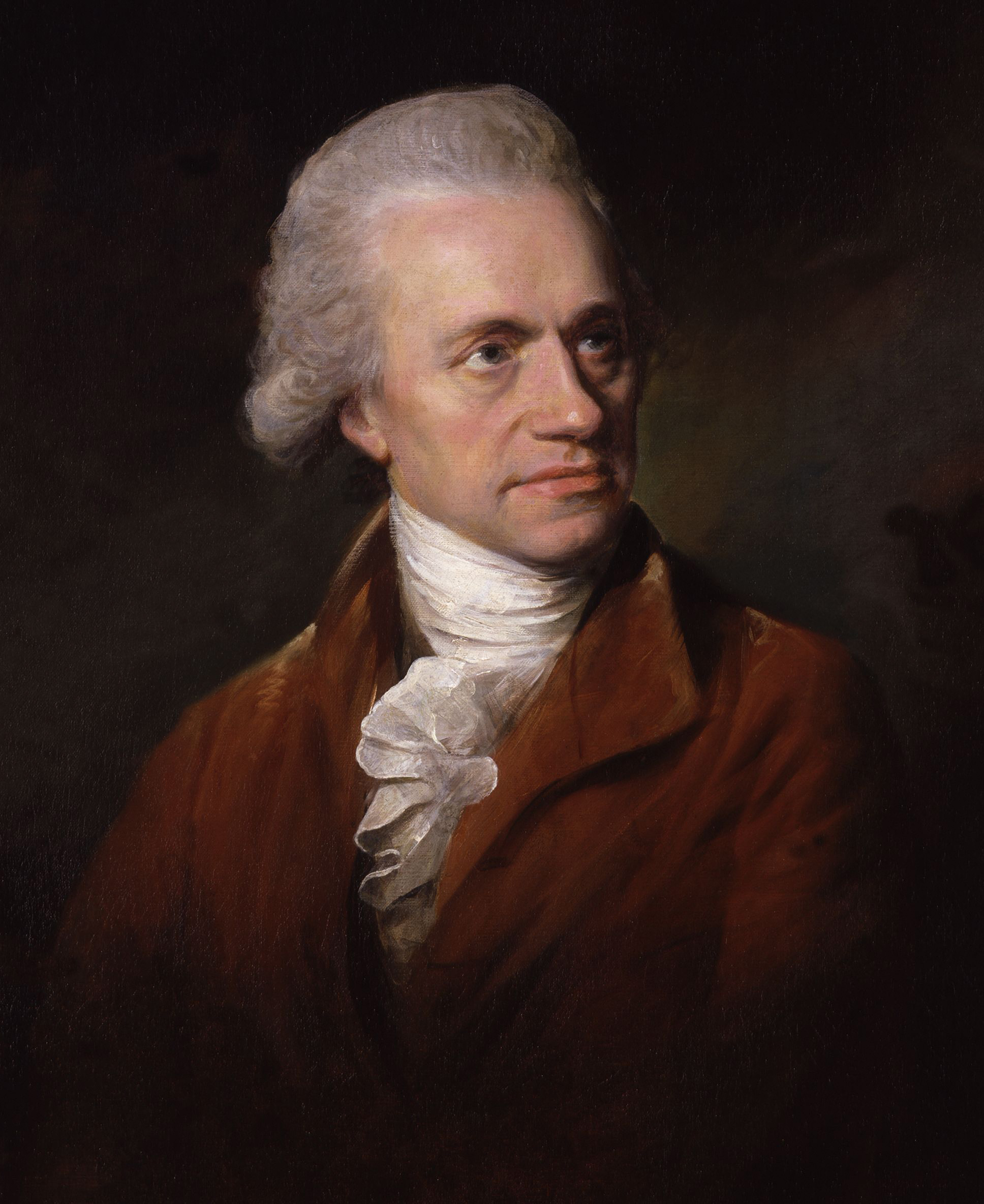
威廉·赫歇爾，天王星的發現者。

在1781年，天文學家威廉·赫歇爾在天空中尋找難以捉摸的恆星視差，在金牛座發現了他所謂的彗星。不像恆星，但是在望遠鏡的高放大倍率下，這個天體看起來依然像是一個光點。赫歇爾並沒有想到這個奇怪的天體可能是一顆行星；自古以來人類對宇宙觀念的一部分就是地球之外只有五大行星。由於小行星尚未被發現，彗星是預期中在望遠鏡中找到，唯一會移動的天體。然而，不像是顆彗星，這個天體的軌道是接近圓形，並且在黃道平面內。在赫歇爾宣布他發現了彗星之前，他的同事，英國皇家天文學家內維爾·馬斯基林寫信給他說：「我不知道該怎樣稱呼它。他很想一顆以接近圓形軌道環繞太陽運動的行星，如果是彗星，應該有非常高離心率的橢圓軌道，但我也還沒有看見它有任何彗髮或彗尾。」若是彗星也太遠了，遠到無從分辨出來。最後，它被確認是第七顆行星，以土星的父親之名，命名為天王星。
觀察到天王星軌道受到不規則的引力誘導，導致1846年推導出海王星的軌道並發現了海王星。（後來發現是由於天王星質量的不確定，純粹是數學結構造成的）。起初估計冥王星的質量大約與地球相當，但逐漸退縮至僅有地球的五百分之一，因此它的引力不足以影響海王星的軌道。在1989年，航海家2號確定不規則肇因於高估了海王星的質量。

### 衛星

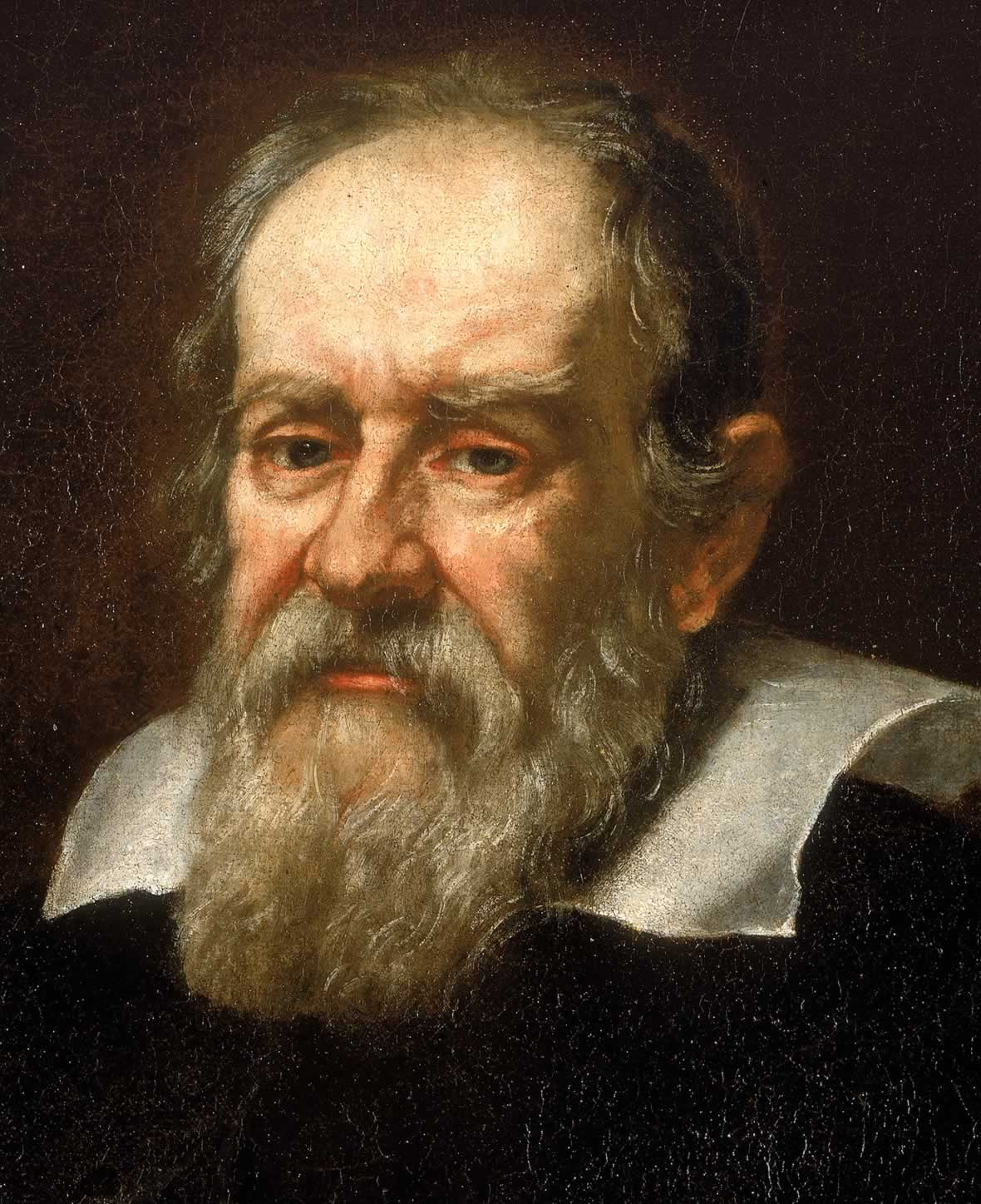
伽利略。

當白尼將地球放置在行星的位階時，它也將月球放置在繞地球轉的軌道上，率先確定月球是天然衛星的位階。當伽利略在1610年發現木星的伽利略衛星，它們強化了哥白尼的論點，因為如果其他的行星有衛星，地球然也能有衛星。但是，對這些天體是否是”行星”仍然有一些疑惑；伽利略稱它們為”四顆行星在不同時間和時間間隔隨同圍繞的恆星一起疾速經過木星的精采過程。同樣的，克里斯蒂安·惠更斯在1655年發現土星最大的衛星泰坦，它也使用了許多不同的語彙來描述它，包括"planeta"（行星）、"Stella "（恆星）、"Luna"（月亮），和現代用的"satellite（衛星）"。卡西尼在宣布他在1671年和1672年發現土星的衛星Iapetus和Rhea時，形容它們是環繞著土星的新行星。然而，當"Journal de Scavans"這本雜誌在1686年報導卡西尼發現兩顆新的土星衛星時，已經明確的稱它們是衛星。當威廉·赫歇爾於1787年宣布他發現兩顆軌道繞行天王星的天體時，他稱它們為衛星或次級行星。發現天然衛星的後續報導，都使用satellite這個專有名詞，例外的只有1868年的《史密斯的圖說天文學（Smith's Illustrated Astronomy）》使用次級行星來稱呼衛星。

### 小行星

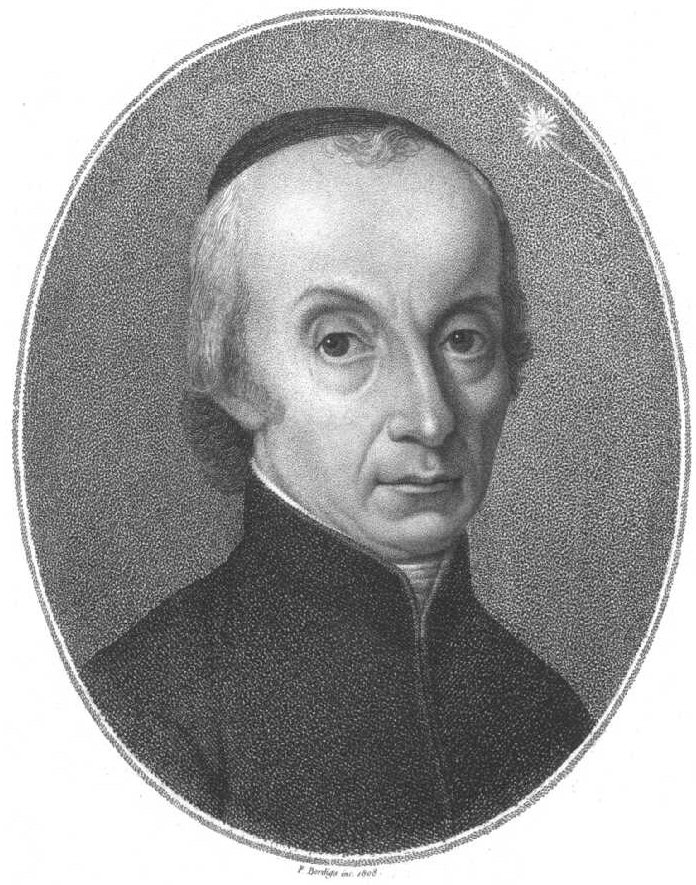
朱塞普·皮亞齊，穀神星的發現者。

被赫歇爾意外發現的天王星似乎確認了波德定律，一個關於行星軌道半徑分布的數學函數。雖然天文學家認為這只是無意中的巧合，但是天王星的位置與預測的數值非常接近。由於這個定律也預測在火星與木星之間有未被觀察到的天體，於是有些天文學家將注意力轉移至這個區域，希望能發現新的行星。終於，在1801年，天文學家朱塞普·皮亞齊發現一個嶄新的世界，穀神星被發現了，它正好位在預測的空間上。當時它被認為是一顆新的行星。
然後，在1802年，奧伯斯發現了智神星，這是與穀神星到太陽的距離幾乎相同的第二顆行星。但兩顆行星在同一個軌道上的想法有違數世紀來的行星概念，是不被認同的，連莎士比亞都曾經嘲諷（兩顆行星不會在同一個球殼上運動）這種想法。即便如此，在1804年，另一個世界，婚神星也在相似的軌道上被發現，1807年，奧伯斯又發現了第四顆相似的天體，灶神星。而往後的數十年中，更多的天體在這個區域內被發現，它們與太陽的距離也都幾乎一樣。
因此，天文學家赫歇爾建議將這四顆分出一類新的天體：小星（asteroids，意思是「類似星星」，因為這一類星體都很小，看起來像恆星而看不出像行星的盤面），不過當時多數的天文學家還是喜歡將他們稱為行星。由於區分星圖上未標示的未知星星是小行星，是很困難的，因此直到1845年已知的小行星還是只有這四顆。赫歇爾的提議並未被廣泛接受，在他過世的1828年，科學課本中仍然稱這些小天體為行星。隨著更精緻的星圖問世，卡爾·路德維希·亨克在1845年和1847年發現第五顆和第六顆小行星。迄1851年，小行星的數量已經增加為15顆，於是新的命名法應運而生，就是在名稱前面依照發現的先後次序加上序號，而在無意間已將他們歸入了新的類別。榖神星成為（1）穀神星、智神星成為（2）智神星，依此類推。到了1860年代，已知小行星的數量增加到百顆以上，歐洲和美國的天文台開始統稱它們為小行星。話雖如此，從最初的四顆開始，還是花了漫長的時間才確定了這樣的分類。到今天，小行星依然由官方認定是軌道環繞太陽運行的小天體，每一顆新發現的小行星都由國際天文學聯合會登錄在小行星目錄並賦予編號。

### 冥王星

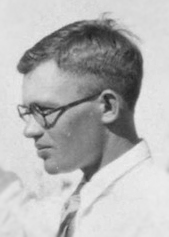
克萊德·湯博，冥王星的發現者。

穀神星從行星經過漫長的覆議路程才成為矮行星，但是反觀發現冥王星的故事，在1930年由克萊德·湯博發現後，不久就被評定為一顆行星。天王星和海王星被宣告為行星是基於它巨大的質量和接近黃道平面，且幾乎是圓形的軌道。但這些都不適用於冥王星，它是在氣體巨行星區域內，軌道不僅對黃道面有著很大的傾斜，還會進入海王星的內側，並且還是一顆微不足道的冰雪世界。在1978年，天文學家發現冥王星有一顆巨大的衛星，冥卫一，使他們能夠確認冥王星的質量。發現它的質量比預期的小很多，只有地球的衛星，月球質量的六分之一。然而，長久以來其距離的遙遠，卻是獨一無二的。然後，從1992年開始，天文學家開始在海王星軌道之外檢測到許多冰狀的小天體，其大小、成分和軌道特性，都與冥王星相似。天文學家的結論是發現了假設的古柏帶（有時會稱為埃奇沃斯-古柏帶），是短週期彗星－週期短於200年的彗星－來源的冰凍碎片帶。
冥王星的軌道在這個區域內，因此它的行星地位受到質疑。許多科學家得出結論，認為冥王星應該像一個世紀前的穀神星一樣，只是一顆小行星。加州理工學院的米高·E·布朗建議重新定義行星的同時，還應該為太陽系內所有在相似軌道上，質量大於冥王星的所有小天體建立新的分類，所有質量在此規模之下的才是小行星。在1999年，哈佛大學小行星中心的布萊恩·馬斯登建議賦予冥王星10,000號的小行星序號，同時仍然保留其為行星的官方分。期望冥王星“降級”引發公眾強烈的抗議，國際天文學聯合會回應並澄清當時還不是將冥王星降級，從行星名單中移除的時機。

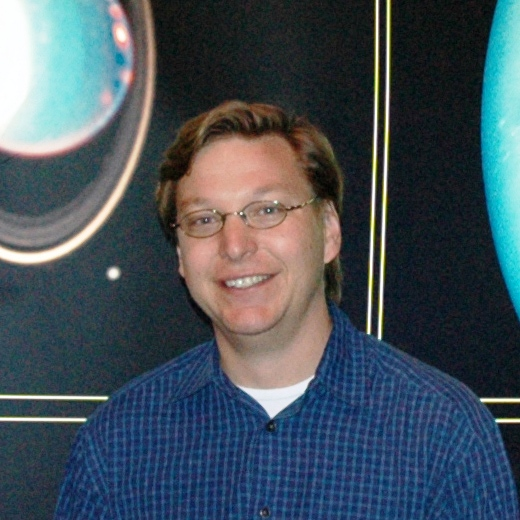
米高·E·布朗，鬩神星的發現者。

其他幾顆大小接近冥王星的海王星外天體陸續被發現，像是（50000）Quaoar和（90377）塞德娜，繼續侵蝕冥王星是行星的論點，只是相較於其他的海王星外天體比較獨特。在2005年7月29日，布朗的團隊發現了一顆確認比冥王星更大的海王星外天體，後來被命名為（136199）鬩神星。
這顆天體的發現，隨即有許多討論是否是第十行星的言論。NASA甚至還一度刪除相關描述言論的電子報。然而，接受鬩神星是第十顆行星，無疑就是含蓄地承認冥王星是設置最小行星，隨心所欲的定義。許多天文學家聲稱行星的定義在科學上沒有甚麼重要性，願意認同冥王星在歷史上是行星的地位，而不溯及既往。

## IAU的定義

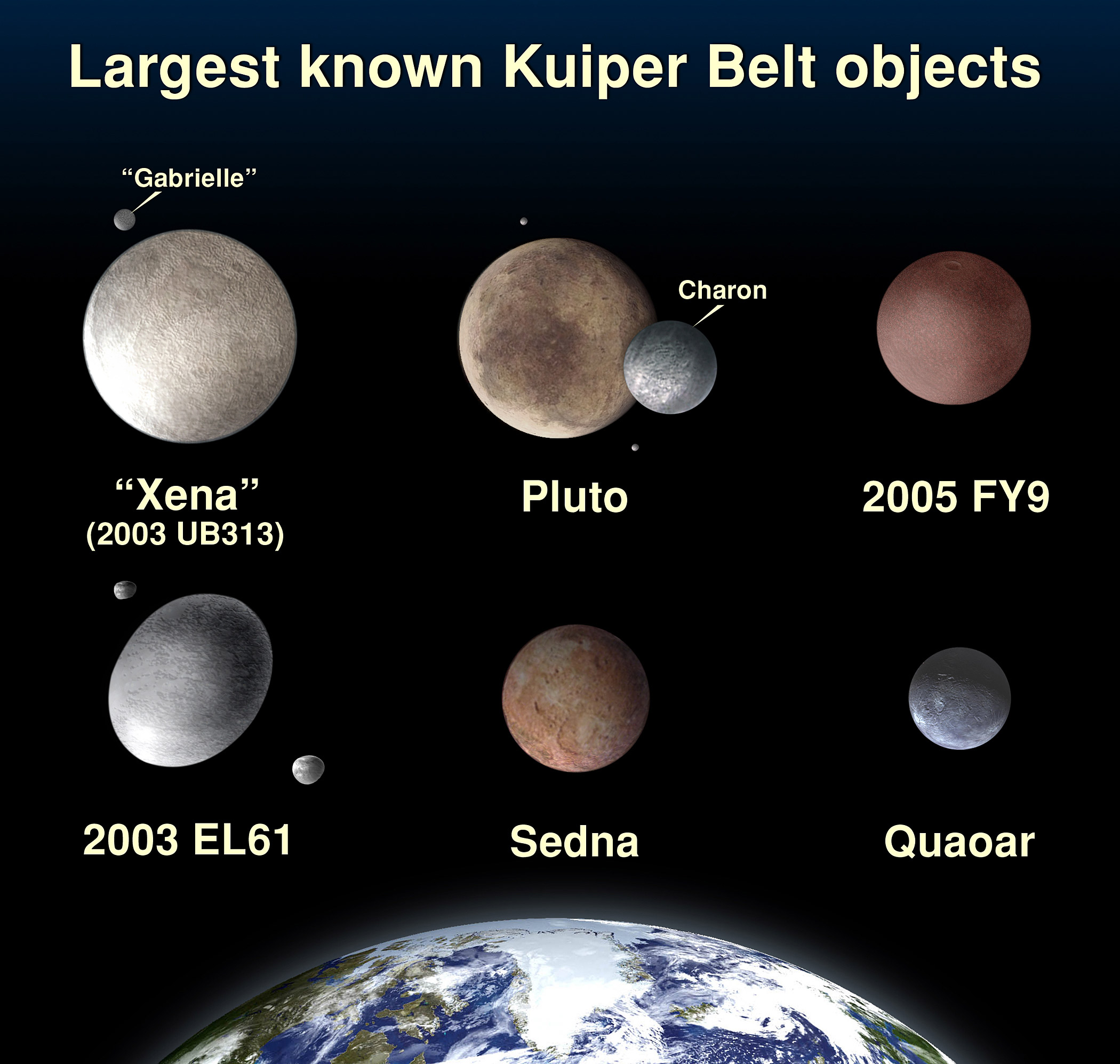
最大的古柏帶天體與地球的比較。

## 國際天文聯合會的辯論

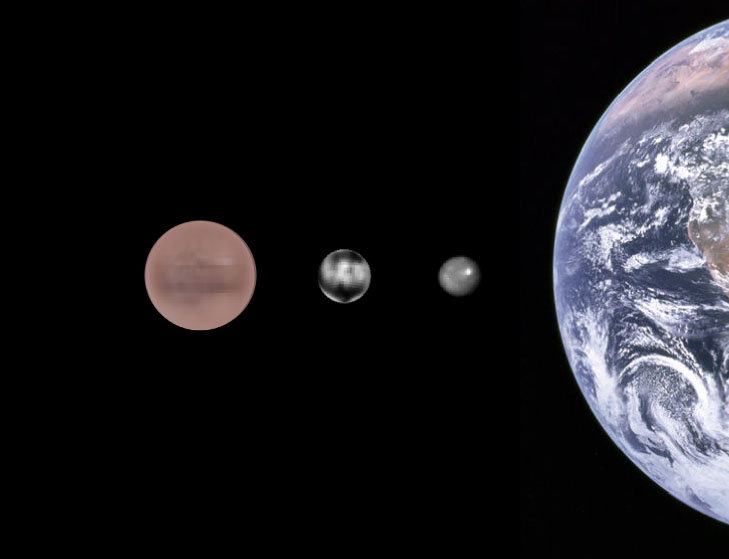
2003 UB313、冥卫一、和穀神星，是根據草案被提交的三顆新行星，但最後的提案從行星族群中排除了他們。

2003 UB313的發現迫使國際天文聯合會必須正視這個問題。在2005年10月，IAU第19工作小組的成員經由投票，將可能的行星定義縮減成三條簡短的文字，做為建議案提出。這些定義如下：
- 行星是直徑大於2,000公里，在軌道上環繞太陽的任何天體。（11票贊成）
- 行星是任何外形已經在重力作用下穩定，並且環繞太陽運轉的天體。（8票贊成）
- 行星是在環繞太陽的軌道上，能統治鄰近範圍內天體的任何天體。（6票贊成）[47][48]因為沒有達成整體一致的意見，委員會決定將這三個定義交由2006年8月在捷克布拉格舉行的IAU會員大會來表決，[49]並且在2006年8月24日，作為大會最後的議題來投票。IAU結合了這三條可能的定義做成了兩個提案，作為大會最後的投票案。這個提案在「行星」和「岩石」（或是太陽系小天體）之間創造了一個被稱為矮行星的新分類，並將冥王星列名於其中，似乎是要將小行星這個分類給廢棄掉。[50][51]雖然只有474位天文學家在最後參與了投票，這個議案還是被通過了。

|  | 國際天文聯會....議決，太陽系中的行星及其他天體將以下述知方法，被分成三個不同的類別： （1）行星[1]是這樣的一種天體： - （a）在軌道上環繞著太陽。 - （b）有足夠的質量，能以自身的重力克服剛體力，因此能呈現流體靜力平衡的形狀（接近圓球體）。 - （c）將鄰近軌道上的天體清除。 - （d）未能發生核聚變。 - （e）不是行星的衛星。 （2）矮行星是一種天體： - （a）在軌道上環繞著太陽。 - （b）有足夠的質量，能以自身的重力克服剛體力，因此能呈現流體靜力平衡的形狀（接近圓球體）。[2] - （c）未能將鄰近軌道上的天體清除。 - （d）不是行星的衛星。 （3）所有環繞太陽的其他天體[3]都歸類到太陽系小天體。 註腳： [1] 行星只有水星、金星、地球、火星、木星、土星、天王星、海王星。 [2] IAU的程序將建立規範，並將天體歸類為矮行星或其他的分類中。 [3]現行包括太陽系內大多數的小行星、海王星外天體、彗星、和其他的小天體。 IAU進一步的決議： 依據上述的定義，冥王星是一顆矮行星，並且是新分類的海王星外天體中冥王星群的樣板。 |

## 艰难的选择
| 天体 | 相对地球 质量（ME） | 清空轨道 的能力Λ* | 清空轨道 的程度µ** |
| --- | ------------------- | ----------------- | ------------------ |
| 水星 | 0.055               | 1.95 × 103        | 9.1 × 104          |
| 金星 | 0.815               | 1.66 × 105        | 1.35 × 106         |
| 地球 | 1                   | 1.53 × 105        | 1.7 × 106          |
| 火星 | 0.107               | 9.42 × 102        | 1.8 × 105          |
| 谷神星 | 0.000 15            | 8.32 × 10−4       | 0.33               |
| 木星 | 317.7               | 1.30 × 109        | 6.25 × 105         |
| 土星 | 95.2                | 4.68 × 107        | 1.9 × 105          |
| 天王星 | 14.5                | 3.85 × 105        | 2.9 × 104          |
| 海王星 | 17.1                | 2.73 × 105        | 2.4 × 104          |
| 冥王星 | 0.002 2             | 2.95 × 10−3       | 0.077              |
| 妊神星 | 0.000 67            | 2.68 × 10–4       | 0.02               |
| 鸟神星 | 0.000 67            | 2.22 × 10–4       | 0.02               |
| 阋神星 | 0.002 8             | 2.13 × 10−3       | 0.10               |
| 賽德娜 | 0.000 22            | 3.64 × 10−7       | <0.07              |
| *Λ = k M2 a−3/2正比于质量2、反比于轨道周期。Λ > 1为行星 **µ = M/m为与轨道区域其它天体总质量之比。µ > 100为行星 |                     |                   |                    |

行星具有强烈的文化意味，从希腊神话到占星术，都与行星紧密挂钩，特别是大量的现代魔幻故事，广泛地采纳了九大行星的概念。对它作出任何更改都会触动公众敏感的神经。但是依照新获得的天文学发现，存在比冥王星稍大和稍小的一系列潜在行星。九大行星的概念已经无法继续维持，行星是天文学概念，必须有一个理性而且可以长期推广的定义，即必须在行星和非行星的绕日天体之间划一道界限。从科学上看，可操作而且与行星特征相符的界限包括了“流体静力平衡”和“清除邻近区域”两个。
如果按照“流体静力平衡”划界，冥王星的地位得以保持，同时阋神星、谷神星也将成为行星，这正是最初准备采纳的行星定义方案。但是，按照这种定义，大量的星体，当时估计至少50个，将成为行星，而这些行星孤寂而渺小（都比月球小，包括冥王星），甚至多数天文学家都将无法把它们一一背诵列举出来，这无疑极大地冲淡行星的文化意味；而且从科学意义上来说，它们分属三个相似性较高的星体家族，与八大行星各自个性分明形成巨大反差；此外“流体静力平衡”也并不是一条准确易操作的分界，存在较难以分辨的中间灰色地带（详见下节）。
如果按照“清除邻近区域”划界，冥王星将不再是行星，八大行星的概念将成为难以撼动的长期称谓。事实上，从科学定义来看，“邻近”并不是一个准确的概念，因此需要给这个划界增加繁琐的附加说明，最后的划界虽然清晰（见右表），却难保简洁，因此并不能算一个无懈可击的科学定义。不过从划分结果来看，却有着多个优点：①从质量排名来看，八大行星是太阳系仅次于太阳的质量最大的八颗星体（第2到第9），第10到第16是包括月球的七颗大卫星，第17、18才是阋神星和冥王星，显然八大行星都是太阳系的绝对主体；②八大行星的运行轨迹都非常规则，都大致在同一个轨道平面上，近似形成一组同心圆，原有的例外冥王星被排除。这恢复了过去人们对行星轨道的完美印象，曾出现的瑕疵（扁长而歪斜的冥王星轨道）被剔除。反之，如果加入50颗新行星，新的行星轨道将互相混杂穿插；③八大行星各自都非常独特，无论是轨道、气候、地质等等，一般的天文爱好者都能从图片中轻易识别；而矮行星属于共用轨道的天体群，质量太小而无明显的大气和地质变化，因此同类型星体互相相似、难以简易识别；④八大行星有着广泛而深远的文化意味，较矮行星深入人心，尽管冥王星缺席，毕竟冥王星只有七十年的文化积淀，而金木水火土五行星已经有着数千年的观测史，而近代列入行星的天地海从文化上代表了空间的三界。
最终，经过激烈的争论，天文学家们作出了不得已的选择。这一选择从某种程度来说，是科学对文化的妥协：为了捍卫行星在人们心目中的地位，不让众多“滥竽充数”者混入行星家族，不得不把冥王星排除出去。即使是阋神星的发现者，迈克尔·E·布朗，因为新行星定义失去了“数十颗行星的发现者”的光环，仍然出于科学的严谨和对行星这个古老名称的尊重，对新行星定义持支持态度，并不遗余力地向公众介绍这一定义的必要性。

## 留下的爭論
儘管定義已經被正式的認可，有些問題還是未能解決。定義看似隨意撰寫和糾纏不清，並且許多「支持冥王星是行星」的擁護者，包括NASA前往冥王星的探測新視野號任務的主持人艾伦·史騰（Alan Stern），串連了一批天文學家提出修改定義的請願。他們的主要論點是：因為只有不到5%的天文學家投票支持新的定義，所以此一決定不足以代表全體天文學家的意見。而即使排除了此一爭議，定義之中仍然有含糊不清之處。

### 「清除鄰近區域」
「清除鄰近區域」是指這顆星體是它的軌道裏最大的那顆星體，而這顆星體要有足夠的質量把它軌道裏的其他星體清除，這就好像在一片鋪平的鐵屑之中，用一塊磁鐵沿一直線掃過這片地帶。這塊磁鐵會沿路吸取更多的鐵屑而變得越來越大。我們太陽系中的巨大氣體行星就是這樣形成的：巨大的引力使它周圍的星體都紛紛撞到它的表面上。
但是部分科學家認為「清除鄰近區域」一詞本身的含意就不是相當明確，艾伦·史騰反對並認為不可能在行星和矮行星之間劃下一條明確的界線，因為不僅地球、火星、木星，即使海王星也未能完全清除在他們附近的碎片，在IAU的定義下沒有一個天體可以成為行星。他在新近出版的著作中，對此提出了抗辯，他寫道：「我們定義了überplanet，是一種像行星一樣環繞著恆星的天體，在動力學上的重要性是足以清除鄰近區域的微星體，……並且我們也定義了unterplanet，是不能如此做的天體...」在之後，還有一些短評：「我們的太陽系明顯的有8顆überplanets和為數眾多的unterplanets，其中最大的是冥王星和穀神星。」
在他的文章主題上，史蒂芬·索特給了一個定義，實際上，這是麥克・布朗以質量為主要依據的定義：
如果一個天體的質量百倍於軌道帶上剩餘的質量，他便是一顆行星。如果兩顆天體與恆星有相同的距離，或是為首的這顆與另一顆的軌道週期差異少於一個數量級，這兩顆天體就是共享一個軌道帶。換言之，如果兩個天體與恆星有相同的距離，各自在軌道的一個點上，這兩者的軌道是相似的，即使彗星也是，距離數倍於另一個天體，都能算是在相同的軌道帶上。
假設這樣的鄰近區域的定義最終被IAU接受了，他仍然不是明確的觀念（定義）。他未從構造和成因來定義行星，只是在位置（地點）上給了有效的定義。因此，在這個定義下，冥王星，甚至在單獨軌道上更小的天體，都可以稱為行星；而更大的，但靠近另一個天體，卻將被歸類為矮行星。

### 流體靜力平衡

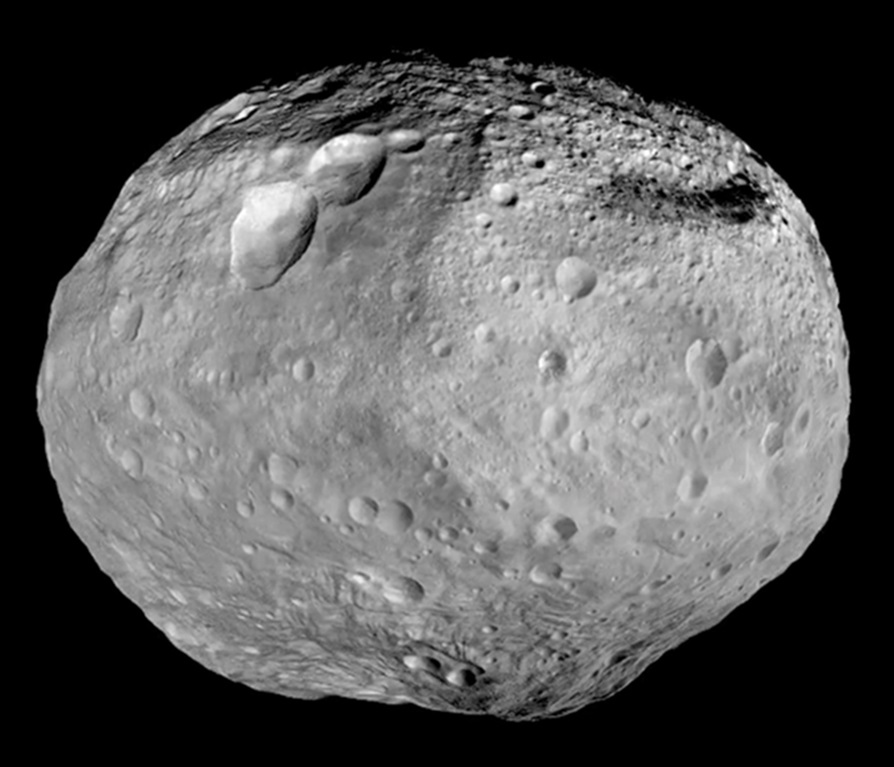
小行星（4）灶神星在廣義上的說法是一顆不規則的球體

國際天文聯會（IAU）的行星定義要求行星有足夠的質量能以自身的重力達到流體靜力平衡的狀態，這意味著她們的形狀要成為球形，如果不是，也要成為類球形。這種分別，與嚴格的球體相對，是基於太陽系內許多大天體的實情，像是木星和土星、米瑪斯、恩克拉多斯、米蘭達和古柏帶天體妊神星，已經因為快速的自轉或潮汐力的作用變形成為扁球形或長球形的類球體。然而，要決定在太陽系中的天體哪些是球狀的或類球狀的，似乎比定義更複雜。以數學的說法，類球體是由繞軸旋轉的橢圓來規範的，必然的會有兩根一樣長的軸和另一根長一些或短一些的軸，他們似乎是在一個維度上被扭曲的球體（通過舒展或擠壓）。於是，從其中一個軸的方向看是圓形，但從另外二個軸的方向看則是橢圓形。
然而，所有的類球體都可能從某一個點看似有平滑的外觀（形成圓或橢圓的截面）。對一個在地形學上被認定是不規則天體也可能只是估計的，可是，考慮這樣的不規則性，就存在天體之間互相對比的定義了，像是這些在本質上是球體，但外觀卻是不規則的天體：海王星的衛星海衛八，他的邊緣就沒有顯露出平滑的曲度。
如果僅使用數學的論述來定義球體，那麼這些在太陽系中明顯因遭受到折磨，而介於球狀和不規則之間的天體，就像下面的表中的天體，該如何歸類：
| 天體       | 直徑（公里）      | 質量（1019 kg） | 密度（g/cm3）* | 形狀   |
| ---------- | ----------------- | --------------- | -------------- | ------ |
| 妊神星     | ~1960×1520×1000   | 420±10          | 2.6–3.3        | 橢球體 |
| 穀神星     | 975×909           | 95              | 2.08           | 類球體 |
| 灶神星     | 578×560×478       | 27              | 3.4            | 類球體 |
| 智神星     | 570×525×500       | 22              | 2.8            | 不規則 |
| 土衛二     | 513.2×502.8×496.6 | 10.8            | 1.61           | 類球體 |
| 健神星     | 500×385×350       | 10              | 2.76           | 不規則 |
| 天衛五     | 480×468.4×465.8   | 6.59            | 1.20           | 類球體 |
| 海衛八     | 436×416×402       | 5.0             | 1.3            | 不規則 |
| 土衛一     | 414.8×394.4×381.4 | 3.84            | 1.17           | 類球體 |
| 戴維達星   | 326.1             | 3.6             | 2.0            | 不規則 |
| 英特利亞星 | 316.6             | 3.3             | 2.0?           | 不規則 |
| 海衛二     | 340               | 3.1             | ?              | 不規則 |
| 婚神星     | 290×240×190       | 3.0             | 3.4            | 不規則 |

*天體的密度可以對他的構成給一個概略的指引：密度越低，冰的比例會越高，岩石的比例也越低。密度最高的一些天體，灶神星和婚神星幾乎都是岩石，只有少量的冰，密度也與月球相近。密度低的天體，像海衛八與恩克拉多斯（土衛二），主要由冰組成。
很顯然的，沒有明確的大小和質量能區分太陽系內的球體與不規則天體，不規則天體的智神星、健神星和普羅秋斯（海衛八），都比一些規則的天體還大，米蘭達（天衛五）和米瑪斯（土衛一）也一樣。並且，在表中列出維度顯示球體的範圍相當寬鬆。由上述的模式，灶神星也是球體，雖然外觀上不像，但由其中的一些定義它是的（參考上圖）。然而，即使我們將樣品侷限在接近球體的範圍內，重力也不是唯一能決定形狀的因素。以冰為主的天體，像是恩克拉多斯（土衛二）和米蘭達（天衛五），就比以岩石為主的，像是灶神星和智神星，更容易成為球形。來自重力崩潰、撞擊、潮汐力或放射性衰變的熱能，也會影響到天體能否成為球體。土星的衛星米瑪斯是球體，但海王星更大的衛星普羅秋斯卻不是球體，兩者的成分雖然相似，但後者離太陽較遠，位在溫度較低的環境下。
要注意穀神星是球體，但是古柏帶的妊神星重了數倍，卻是太陽系內已知最大的非球體天體，因為他被快速的自轉拉成了橢球體。木星和土星也因為快速的自轉成為扁圓形，米瑪斯、恩克拉多斯、和米蘭達也都被潮汐力拉長成為類球體。

### 雙行星

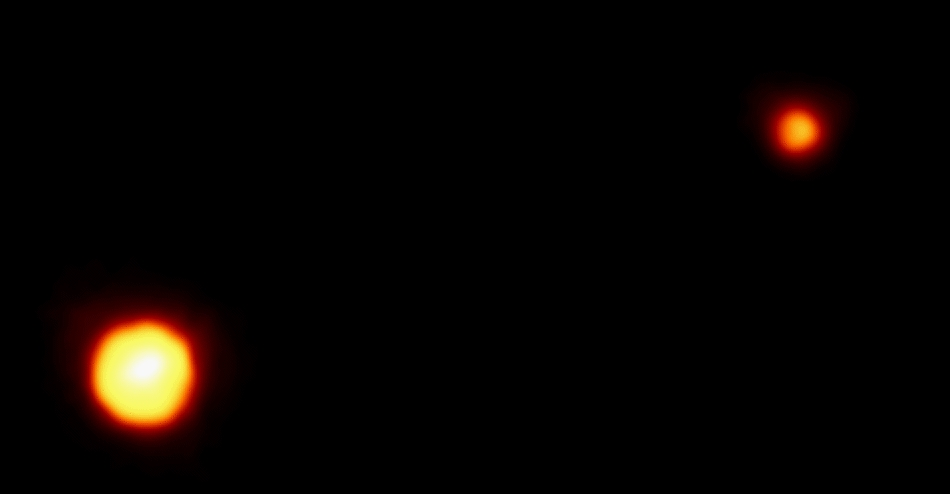
望遠鏡下的冥王星和冥卫一。

目前的定義已經具體的將衛星從矮行星的分類中排除，沒有直接定義衛星這個項目。在原始企劃的草案中，對冥王星和他最大的衛星，冥卫一，做了特例的處理，以質心是否在主體之內來區分。不僅要一個繞著另一個旋轉，還要彼此的軌道向旋轉中的短棒尖端一樣。因此最初的提案是將冥王星/冥卫一分類為雙行星：兩者串聯在一起環繞太陽。然而，最後的方案很清楚的表示，無論是單獨或是合併，冥王星和冥卫一只能當成矮行星，絕不是行星。 
另外，以质心是否在主体之内来判别双星体仍然存在争议。无论两个星体质量相差如何之大，当相距足够远，两者质心总会离开主星体表面。比如太阳-木星体系的质心并不在太阳内部，如果这个判别双星体的方式具有一般性，就会出现一些荒谬的判断。另一方面，对主星来说，如果质量相同，密度大将对它的主星地位不利，即有可能出现这种情况：某蓬松炙热的气体行星，在逐步降温过程中，发生引力收缩，双星系统的质心相对外移到该星体外部，它的卫星因此升格为伴星。
根據現在的定義，地球和月球，因為質心位於地球內，已經被排除在雙行星之外。但是她們可以考慮像這樣，自從月球繞著地球以來，他的軌道與地球繞太陽的軌道串聯起來一起繞者太陽運轉－俯視黃道，但月球從未真正的回到原位，所以本質上月球是以自己的軌道繞著太陽。

月球與地球共用軌道的說明圖。

事實上，任何一顆遠離母體行星足夠遠的衛星，繞行母行星的軌道速度是遠低於母行星繞行太陽的軌道速度。與行星足夠遠的距離取決於行星的質量和與太陽的距離，但與衛星的質量無關。如果行星與太陽之間的距離增加，或是行星的質量減少，那麼行星與衛星間所需要的距離就將增加。當然，這同樣的論點也適用在木星和卡利斯多或土星和埃皮杜斯（Iapetus），是否能成為雙行星。
同樣的，有許多衛星，即使沒有直接繞著太陽運轉，也經常會展現出與行星相同的特性。例如：木星的衛星加理美德和土星的衛星泰坦兩者的直徑都大到超越了水星的直徑，泰坦甚至還有真實的，比地球還要濃厚的大氣層；艾歐和崔頓有明顯和持續性的地質活動；加理美德有磁場。這些都是爭議的焦點，就像恆星繞著另一顆恆星時依然是恆星，因此有著行星的特徵，但繞著另一顆行星運轉，分享著相同軌道的天體，是否也應該被稱為行星。

### 太陽系外行星和棕矮星
國際天文聯合會（IAU）的行星定義僅適用在我們的太陽系之內，對其餘4000多顆太陽系外行星（繞著其他恆星並有行星尺寸的天體）因為問題太複雜而被排除到會期之外去解決。然而，所有未來的定義都應該將她們包含在內，她們的發現，以意想不到的方式擴展了對行星環境本質上的辯論。這些行星有許多有巨大的質量，接近於一顆小的恆星；相對的，也有許多新發現的恆星，小到足以被認為是行星的尺度。

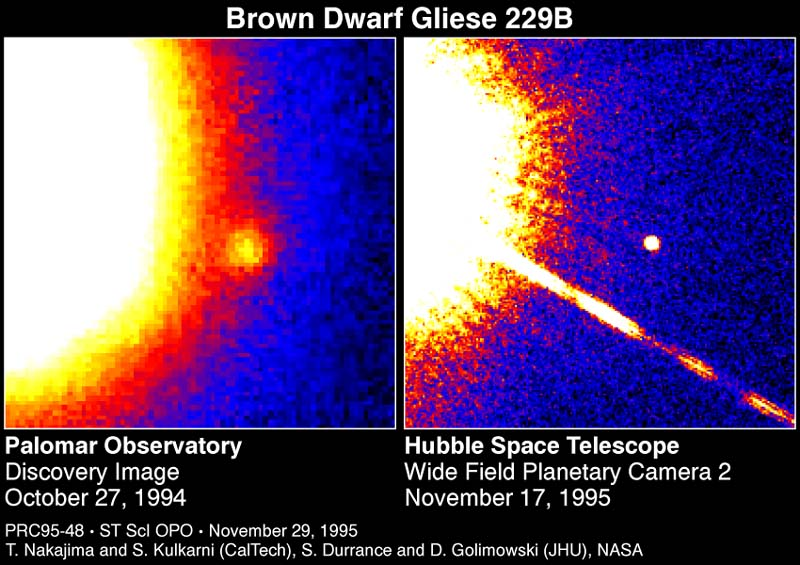
環繞著母星的棕矮星葛利斯229B

傳統上，恆星的定義是有能力在核心進行氫融合反應的天體。然而，像棕矮星這樣的天體正挑戰著這個特徵。太小不足以開啟氫融合的反應，只能進行氘的融合。可是，因為這種同位素的數量稀少，這種反應在恆星的一生中所佔的比例甚微，並且多數的棕矮星在被發現之前就已經停止了核融合的反應。 聯星（Binary stars）和其他多合星的構造是很普遍的，很多的棕矮星都環繞著其他的恒星，因此，她們不再經由核融合產生能量，她們的行為就很像行星。實際上，亞利桑那大學的天文學家Adam Burrows聲稱：「從理論上看，雖然她們形成的方式不同，但外太陽系和棕矮星的本質是相同的。」相似的，在軌道上的白矮星，像是天狼星B，因為他停止了核融合反應，也能被認為是行星。然而，目前參與大會的天文學家認為，天體在其一生中曾經有足夠巨大的質量，能進行核融合反應的都應該被認為是一顆恆星。
對棕矮星的迷惑尚未結束，瑪麗亞・羅莎Zapatario-Osorio等人已經在年輕的星團中發現許多天體的質量低於維持任何一種核反應所需要的質量（目前計算的質量大約是木星質量的13倍）。這些天體被描述為星際行星，因為目前的太陽系形成理論認為，行星的軌道如果變得不穩定，將會從太陽系中被拋出去。有人曾建議應該修改行星的定義，行星必須是起源在環繞恆星的軌道上，然而，這可能會使被行星捕獲的大衛星，例如崔頓成為行星。
但是，這些星際行星也有可能是與恆星在相同的狀態下形成的。低質量恆星和大質量恆星之間的組成差異並不明確，除了大小和相對溫度的區分之外，像木星這樣的巨大氣體行星和熱恆星之間只有少許的不同，兩者有相似的外層組成：氫和氦，以及微量但可以察覺到的重元素存在於大氣層中。通常被確認的區別只有形成的方式，恆星是由外而內的，在星雲外圍的氣體因為重力而向中心崩潰，因而幾乎整個天體都只有氫和氦，而行星被認為是由內向外形成的，由環繞在年輕恆星周圍的氣體和塵埃累積組成，因此有矽酸鹽或冰的核心，但不確定巨大的氣體天體是否擁有這樣的核心。如果他的確是以如同恆星般的方式生成，那麼他將引發這樣的問題：我們所熟悉的，像木星或土星這樣的天體，應該是環繞恆星的低質量恆星還是行星？ 
在2003年，國際天文聯會正式發表了聲明，來定義何者為太陽系外行星，何者為軌道上的恆星。迄今，這仍是國際天文聯會在這方面唯一的一份正式聲明。
|  | 1. 物體的真實質量在能進行氘聚變的熱核反應極限之下（目前的計算相當於是13個木星質量的太陽系物質），環繞著恆星的天體是行星（不考量形成的方式）。最低的外太陽系行星質量/尺寸應該等同於太陽系內的行星。 2. 次恆星的真實質量應該在能進行氘聚變的熱核反應極限之上，無論是如何形成或位於何處，稱為棕矮星。 3. 在年輕星團中的自由天體，質量低於氘聚變極限之下的不是行星，但歸類為次棕矮星（也可以是其他任何被認可的名稱）。 |

就像定義行星能清除鄰近的環境一樣，這個定義也不考慮形成的地點、方式、組成和確認行星環境特徵等等這些因素，一顆質量在13個木星質量之下的自由天體就是次棕矮星，而這樣的一個天體，若環繞著一顆進行核聚變的天體運轉，所有其他的現象都是一樣的，但就將被稱為行星。這種含糊不清的定義在2005年12月受到了挑戰，因為史匹哲太空望遠鏡發現了迄今質量最低的棕矮星，質量只有木星8倍的Cha 110913-773444。他似乎正在開始發展成為恆星，但是位在環繞另一顆恆星的軌道上，所以他將被稱為行星。

### 引用
1. ↑  . Merriam-Webster OnLine.   [2007-07-23]. （原始内容存档于2014-12-18）.
2. ↑  . Wordsources.info.   [2007-07-23]. （原始内容存档于2014-12-18）.
3. ↑  Alexander von Humboldt. . digitised 2006 (H.G. Bohn). 1849: 297  [2007-07-23]. ISBN 0-8018-5503-9.
4. ↑  . The Internet Classics.   [2007-02-22]. （原始内容存档于2021-05-10）.
5. ↑  . University of Adelaide Library. 2004  [2007-02-24]. （原始内容存档于2008-08-23）.
6. ↑  .   [2007-06-16]. （原始内容存档于2005-09-01）.
7. ↑  A. W. & G. R. Mair (translators). . theoi.com.   [2007-06-16]. （原始内容存档于2014-12-18）.
8. ↑  R. Gatesby Taliaterro (trans.). . University of Chicago Press. 1952: 270.
9. 1 2  theoi.com. .   [2007-02-25]. （原始内容存档于2014-12-18）.
10. ↑  GP Goold (trans.). . Harvard University Press. 1977: 141.
11. ↑  Richard Hooker (translator). . 1996  [2007-06-16]. （原始内容存档于2007-07-03）.
12. ↑  IH Rackham. . William Heinemann Ltd. 1938: 177, viii.
13. ↑  Sacrobosco, "On the Sphere", in Edward Grant, ed. A Source Book in Medieval Science,（Cambridge: Harvard University Press, 1974）, p. 450.  "every planet except the sun has an epicycle."
14. ↑  Anonymous, "The Theory of the Planets," in Edward Grant, ed. A Source Book in Medieval Science,（Cambridge: Harvard University Press, 1974）, p. 452.
15. ↑  John of Saxony, "Extracts from the Alfonsine Tables and Rules for their use", in Edward Grant, ed. A Source Book in Medieval Science,（Cambridge: Harvard University Press, 1974）, p. 466.
16. ↑  P. Heather. . Folklore. 1943: 338–361.
17. 1 2  Edward Rosen (trans.). . Calendars Through the Ages.   [2007-02-28]. （原始内容存档于2014-12-18）.
18. ↑  Nicolaus Copernicus. . The Harvard Classics.  1909–14.   [2007-02-23]. （原始内容存档于2014-12-18）.
19. ↑  Thomas S. Kuhn，（1962）The Structure of Scientific Revolutions, 1st. ed.，（Chicago: University of Chicago Press）, pp. 115, 128–9.
20. ↑  . Calendars Through the Ages.   [2008-06-14]. （原始内容存档于2014-12-18）.
21. 1 2  
Croswell, Ken. . Oxford University Press pp. 48, 66 (ISBN 978-0-19-288083-3). 1999. ISBN 0-684-83252-6.
22. ↑  Patrick Moore. . PME Erwood. 1981: 8. ISBN 0-907322-06-9.
23. ↑  Ken Croswell. . 1993  [2007-11-04]. （原始内容存档于2014-12-18）.
24. ↑  Galileo Galilei. . Albert van Helden. University of Chicago Press. 1989: 26.
25. ↑  Christiani Hugenii (Christiaan Huygens). . Adriani Vlacq. 1659: 1–50.
26. ↑  Giovanni Cassini. . Sabastien Mabre-Craniusy. 1673: 6–14.
27. ↑  . Philosophical Transactions. 1687-01-01, 16 (181): 79–85  [2018-04-02]. ISSN 0261-0523. doi:10.1098/rstl.1686.0013. （原始内容存档于2018-06-02） （英语）.
28. ↑  William Herschel. . J. Nichols. 1787: 1–4.
29. ↑  See primary citations in Timeline of discovery of Solar System planets and their moons
30. ↑  Smith, Asa. . Nichols & Hall. 1868  [2015-03-05]. （原始内容存档于2014-12-18）.
31. 1 2 3 4 5  Hilton, James L.  (PDF). U.S. Naval Observatory.   [2006-05-25]. （原始内容存档 (PDF)于2008-12-17）.
32. ↑  William Shakespeare. . Granercy Books. 1979: 559.
33. ↑  . spaceweather.com. 1849  [2008-06-24]. （原始内容存档于2020-04-19）.
34. 1 2  Cooper, Keith. . Astronomy Now. June 2007, 21 (6): 60–61.
35. ↑  .   [2007-10-15]. （原始内容存档于2014-12-18）.
36. ↑  Hilton, James L. . U.S. Naval Observatory.   [2006-05-25]. （原始内容存档于2006-05-20）.
37. ↑  Weissman, Paul R. . Annual Review of Astronomy and Astrophysics. 1995, 33: 327–357. Bibcode:1995ARA&A..33..327W. doi:10.1146/annurev.aa.33.090195.001551.
38. ↑  Brown, Mike. . NASA Solar System Exploration.   [2006-05-25]. （原始内容存档于2006-04-27）.
39. ↑  . Central Bureau for Astronomical Telegrams.   [2011-07-03]. （原始内容存档于2014-12-18）.
40. ↑  Kenneth Chang. . New York Times. 2006-09-15  [2008-06-18]. （原始内容存档于2014-12-18）.
41. ↑  . International Astronomical Union, Press release. 1999  [2006-05-25]. （原始内容存档于2006-09-23）. Copy kept （页面存档备份，存于） at the Argonne National Laboratory.
42. ↑  Witzgall, Bonnie B. . Amateur Astronomer article. 1999  [2006-05-25]. （原始内容存档于2006-10-16）.
43. ↑  Brown, Mike. . California Institute of Technology. 2006  [2006-05-25]. （原始内容存档于2014-09-10）.
44. ↑  M. E. Brown, C. A. Trujillo, and D. L. Rabinowitz.  (PDF). The American Astronomical Society. 2005  [2006-08-15]. （原始内容存档 (PDF)于2014-08-02）.
45. ↑  . Jet Propulsion Laboratory. 2005  [2007-02-22]. （原始内容存档于2006-10-02）.
46. ↑  Dr. Bonnie Buratti. . Jet Propulsion Laboratory. 2005  [2007-02-22]. （原始内容存档于2014-12-18）.
47. ↑  McKee, Maggie. . NewScientistSpace. 2006  [2006-05-25]. （原始内容存档于2014-12-18）.
48. ↑  Croswell, Ken. . 2006  [2006-05-25]. （原始内容存档于2014-12-18）.
49. ↑  . IAU. 2006  [2006-08-14]. （原始内容存档于2006-08-26）.
50. ↑   (PDF).   [2006-09-20]. （原始内容存档 (PDF)于2014-12-18）.
51. ↑  .   [2006-09-20]. （原始内容存档于2016-03-13）.
52. ↑  Soter, Steven. . The Astronomical Journal. 2006-01, 132 (6). Bibcode:2006AJ....132.2513S. ISSN 0004-6256. arXiv:astro-ph/0608359 . doi:10.1086/508861 （英语）.
53. ↑  Iorio, Lorenzo. . Monthly Notices of the Royal Astronomical Society. 2007-02-05, 375 (4). Bibcode:2007MNRAS.tmp...24I. doi:10.1111/j.1365-2966.2006.11384.x （英语）.
54. ↑  Calculated using the estimate of a minimum of 15 Sedna mass objects in the region. Estimate found in Schwamb, Megan E.; Brown, Michael E.; Rabinowitz, David L.（2009）. "A Search for Distant Solar System Bodies in the Region of Sedna". The Astrophysical Journal Letters 694 (1): L45–L48.
55. 1 2  Stern, S. Alan; Levison, Harold F. . Highlights of Astronomy. 2002-01-01, 12. Bibcode:2002HiA....12..205S.
56. 1 2  Mike Brown. .   [2007-08-04]. （原始内容存档于2011-02-12）.
57. ↑  Michael E. Brown. . Caltech. 2006  [2007-02-21]. （原始内容存档于2014-12-18）.
58. ↑  Robert Roy Britt. . Space.com. 2006  [2006-08-24]. （原始内容存档于2012-07-04）.and （页面存档备份，存于）
59. ↑  .   [2006-09-20]. （原始内容存档于2011-07-23）.
60. ↑  Soter, Steven.  (PDF). 2006-08-16  [2006-08-24]. （原始内容存档 (PDF)于2021-04-28）. submitted to The Astronomical Journal, 2006年8月16日
61. 1 2  Brown, Michael E. . California Institute of Technology.   [2006-05-25]. （原始内容存档于2014-12-18）.
62. ↑  Thomas, P. C., Veverka, P., Helfenstein, P., Porco, C., Burns, J., Denk, T., Turtle, E., Jacobson, R. A.  (PDF). 1Center for Radiophysics and Space Research, Cornell University,. 2006  [2006-06-10]. （原始内容存档 (PDF)于2013-06-25）.
63. ↑  Righter, Kevin; Drake, Michael J. . METIC. 1997  [2006-05-25]. （原始内容存档于2016-01-10）.
64. ↑  Johanna Torppa, Mikko Kaasalainen, Tadeusz Michałowski, Tomasz Kwiatkowski, Agnieszka Kryszczyńska, Peter Denchev, and Richard Kowalski.  (PDF). Astronomical Observatory, Adam Mickiewicz University,. 2003  [2006-05-25]. （原始内容存档 (PDF)于2015-11-06）.
65. ↑  Lance May.  (PDF). Journal of Theoretics.   [2006-08-25]. （原始内容存档 (PDF)于2016-03-04）.
66. ↑  . 2006  [2006-24-09]. （原始内容存档于2012-07-13）.
67. ↑  Basri, Gibor. . Astronomy Dept., UC Berkeley.   [2006-05-25]. （原始内容存档于2006-04-24）.
68. ↑  Burrows, Adam, Hubbard, W.B., Lunine, J., Leibert, James.  (PDF). Department of Astronomy and Steward Observatory, and Lunar and Planetary Laboratory, The University of Arizona. 2001  [2006-06-09]. （原始内容 (PDF)存档于2006-06-23）.
69. ↑   Croswell, Ken. . Oxford University Press p. 119 (ISBN 978-0-19-288083-3). 1999.
70. ↑  Zapatero M. R. Osorio, V. J. S. Béjar, E. L. Martín, R. Rebolo, D. Barrado y Navascués, C. A. L. Bailer-Jones, R. Mundt. . Division of Geological and Planetary Sciences, California Institute of Technology. 2000  [2006-05-25]. （原始内容存档于2014-12-18）.
71. ↑  . Reuters. 2000  [2006-05-25]. （原始内容存档于2006-02-09）.
72. ↑  . IAU. 2001  [2006-05-25]. （原始内容存档于2006-09-16）.
73. ↑  Clavin, Whitney. . Spitzer Science Center. 2005  [2006-05-25]. （原始内容存档于2014-12-18）.